# Prince Edward Island Senators
I Prince Edward Island Senators, noti anche come PEI Senators, sono stati una squadra di hockey su ghiaccio dell'American Hockey League con sede nella città di Charlottetown, nella provincia dell'Isola del Principe Edoardo. Nati nel 1992 con il nome di New Haven Senators e sciolti nel 1996, nel corso degli anni sono stati affiliati alla franchigia degli Ottawa Senators.

## Storia
Nel 1992 gli allora New Haven Nighthawks cambiarono affiliazione passando alla neonata franchigia degli Ottawa Senators, assumendo per una stagione la denominazione New Haven Senators. Nel 1993 dopo ventuno anni di vita la franchigia lasciò New Haven per trasferirsi a Charlottetown, capoluogo della provincia dell'Isola del Principe Edoardo, diventando Prince Edward Island Senators.
Durante le loro tre stagioni di vita in Canada i PEI Senators raccolsero uno scarso numero di spettatori, oscillante in media fra le 2.300 e le 2.500 unità. Il più importante giocatore della National Hockey League cresciuto nell'organizzazione dei PEI Senators fu lo slovacco Pavol Demitra, il quale restò con la squadra per tre anni. Al termine della stagione 1995-1996 la franchigia fu costretta a sospendere le attività, data l'impossibilità di tenere in vita una squadra in una città così piccola come Charlottetown.

### Affiliazioni
Nel corso della loro storia i New Haven Senators e i Prince Edward Island Senators sono stati affiliati alle seguenti franchigie della National Hockey League:
- Ottawa Senators: (1992-1996)

## Record stagione per stagione
| Stagione                      | Division | Gare | V  | S  | P  | OTL | Punti | GF  | GS  | Piazzamento | Play-off                                                         |
| ----------------------------- | -------- | ---- | -- | -- | -- | --- | ----- | --- | --- | ----------- | ---------------------------------------------------------------- |
| New Haven Senators            |          |      |    |    |    |     |       |     |     |             |                                                                  |
| 1992-93                       | North    | 80   | 22 | 47 | 11 | -   | 55    | 262 | 343 | 5°          |                                                                  |
| Prince Edward Island Senators |          |      |    |    |    |     |       |     |     |             |                                                                  |
| 1993-94                       | Atlantic | 80   | 23 | 49 | 8  | -   | 54    | 269 | 356 | 6°          |                                                                  |
| 1994-95                       | Atlantic | 80   | 41 | 31 | 8  | -   | 90    | 305 | 271 | 1°          | vince 1º turno (Saint John) 4-1 vince 2º turno (Fredericton) 2-4 |
| 1995-96                       | Atlantic | 80   | 38 | 33 | 6  | 3   | 85    | 303 | 313 | 1°          | perde 1º turno (Fredericton) 2-3                                 |

## Record della franchigia

### Carriera
Gol: 72  Pavol Demitra
Assist: 124  Pavol Demitra
Punti: 196  Pavol Demitra
Minuti di penalità: 797  Darcy Simon
Partite giocate: 218  Chad Penney

## Palmarès

### Premi di squadra
- Sam Pollock Trophy: 1

1995-1996

### Premi individuali
- Fred T. Hunt Memorial Award: 1

Steve Larouche: 1994-1995
- Les Cunningham Award: 1

Steve Larouche: 1994-1995